# فيليب هنريك هانستين
فيليب هنريك هانستين (بالنرويجية البوكمول: Philip Henrik Hansteen)‏ هو قاضي نرويجي، ولد في 30 مارس 1817 في موس في النرويج، وتوفي في 13 يونيو 1911 في Christiania/Kristiania ‏ في النرويج.